# Karajukića Bunari
Karajukića Bunari (em cirílico: Карајукића Бунари) é uma vila da Sérvia localizada no município de Sjenica, pertencente ao distrito de Zlatibor. A sua população era de 102 habitantes segundo o censo de 2011.

## Demografia
| 1948 | 1953 | 1961 | 1971 | 1981 | 1991 | 2002 | 2011 |
| ---- | ---- | ---- | ---- | ---- | ---- | ---- | ---- |
| 30   | 35   | 41   | 154  | 171  | 207  | 116  | 102  |